# 韦斯特海姆 (下阿尔高县)
韦斯特海姆（德語：Westerheim，發音：[ˈvɛstɐhaɪm]）是德国巴伐利亚州施瓦本行政区下阿尔高县的市镇，面积21.16平方千米，人口为人。